# 卡利亞里主教座堂

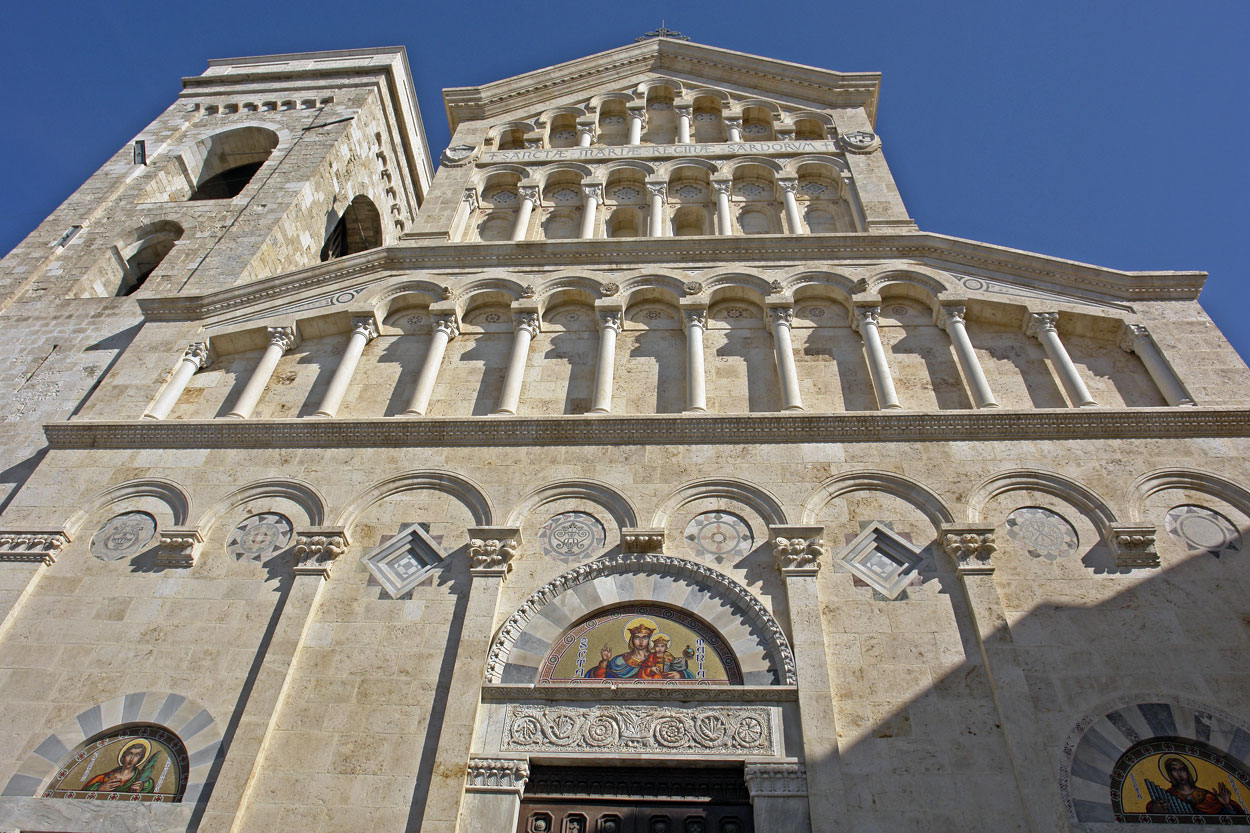
卡利亞里主教座堂

卡利亞里主教座堂（義大利語：Duomo di Cagliari, Cattedrale di Santa Maria e Santa Cecilia）是位於義大利撒丁島卡利亞里的一座羅馬天主教的主教座堂。 也是天主教卡利亞里總教區的主教座堂。教堂始建於13世紀，在17和18世紀曾進行翻修，1930年代時建為現在的外觀。